# Fornaci
Fornaci is een plaats (frazione) in de Italiaanse gemeente Uzzano.